# Olympische Sommerspiele 1912/Teilnehmer (Italien)
| Gelbes Symbol für Goldmedaillen mit stilisierten Olympischen Ringen | Graues Symbol für Silbermedaillen mit stilisierten Olympischen Ringen | Braundes Symbol für Bronzemedaillen mit stilisierten Olympischen Ringen |
| ------------------------------------------------------------------- | --------------------------------------------------------------------- | ----------------------------------------------------------------------- |
| 3                                                                   | 1                                                                     | 2                                                                       |

Italien nahm an den Olympischen Sommerspielen 1912 in Stockholm, Schweden, mit 68 Sportlern teil. Dabei konnten die Athleten drei Gold-, eine Silber- und zwei Bronzemedaillen gewinnen.

## Medaillengewinner

### Olympiasieger
| Name | Sportart | Wettkampf            |
| --- | -------- | -------------------- |
| Nedo Nadi | Fechten  | Florett, Einzel      |
| Alberto Braglia | Turnen   | Einzelmehrkampf      |
| Pietro Braglia Guido Boni Alberto Braglia Giuseppe Domenichelli Carlo Fregosi Alfredo Gollini Francesco Loi Luigi Maiocco Giovanni Mangiante Lorenzo Mangiante Serafino Mazzarocchi Guido Romano Paolo Salvi Luciano Savorini Adolfo Tunesi Giorgio Zampori Umberto Zanolini Angelo Zorzi | Turnen   | Mannschaftsmehrkampf |

### Silber
| Name            | Sportart | Wettkampf       |
| --------------- | -------- | --------------- |
| Pietro Speciale | Fechten  | Florett, Einzel |

### Bronze
| Name              | Sportart       | Wettkampf       |
| ----------------- | -------------- | --------------- |
| Fernando Altimani | Leichtathletik | 10.000 m Gehen  |
| Adolfo Tunesi     | Turnen         | Einzelmehrkampf |

## Teilnehmer nach Sportarten

### Fechten
| Athlet                                                                                    | Disziplin         | Erste Runde       | Erste Runde       | Viertelfinale | Viertelfinale | Halbfinale     | Halbfinale     | Finale         | Finale         |
| Athlet                                                                                    | Disziplin         | Ergebnis          | Platz             | Ergebnis      | Platz         | Ergebnis       | Platz          | Ergebnis       | Platz          |
| ----------------------------------------------------------------------------------------- | ----------------- | ----------------- | ----------------- | ------------- | ------------- | -------------- | -------------- | -------------- | -------------- |
| Edoardo Alaimo                                                                            | Florett, Einzel   | 0 Verloren        | Erster            | 0 Verloren    | Erster        | 1 Verloren     | Erster         | 4–3            | Fünfter        |
| Edoardo Alaimo                                                                            | Säbel, Einzel     | 4 Gewonnen        | Erster            | DNS           | DNS           | nicht erreicht | nicht erreicht | nicht erreicht | nicht erreicht |
| Giovanni Benfratello                                                                      | Säbel, Einzel     | 3 Gewonnen        | Erster            | 3 Verloren    | Vierter       | nicht erreicht | nicht erreicht | nicht erreicht | nicht erreicht |
| Fernando Cavallini                                                                        | Florett, Einzel   | 1 Verloren        | Erster            | 1 Verloren    | Erster        | DNF            | DNF            | nicht erreicht | nicht erreicht |
| Nedo Nadi                                                                                 | Florett, Einzel   | 0 Verloren        | Erster            | 1 Verloren    | Zweiter       | 0 Verloren     | Erster         | 7–0            | Olympiasieger  |
| Nedo Nadi                                                                                 | Säbel, Einzel     | 2 Gewonnen        | Zweiter           | 1 Verloren    | Erster        | 3 Gewonnen     | Zweiter        | 4–3            | Fünfter        |
| Francesco Pietrasanta                                                                     | Florett, Einzel   | 0 Verloren        | Erster            | 4 Verloren    | Fünfter       | nicht erreicht | nicht erreicht | nicht erreicht | nicht erreicht |
| Francesco Pietrasanta                                                                     | Säbel, Einzel     | 3 Gewonnen        | Erster            | 1 Verloren    | Vierter       | nicht erreicht | nicht erreicht | nicht erreicht | nicht erreicht |
| Aristide Pontenani                                                                        | Säbel, Einzel     | 2 Gewonnen        | Zweiter           | 3 Verloren    | Vierter       | nicht erreicht | nicht erreicht | nicht erreicht | nicht erreicht |
| Pietro Speciale                                                                           | Florett, Einzel   | 2 Verloren        | Dritter           | 0 Verloren    | Erster        | 0 Verloren     | Erster         | 5–2            | Zweiter        |
| Edoardo Alaimo Gino Belloni Giovanni Benfratello Fernando Cavallini Ugo Di Nola Nedo Nadi | Säbel, Mannschaft | nicht ausgetragen | nicht ausgetragen | 1–0           | Erster        | 1–2            | Dritter        | nicht erreicht | nicht erreicht |

### Fußball

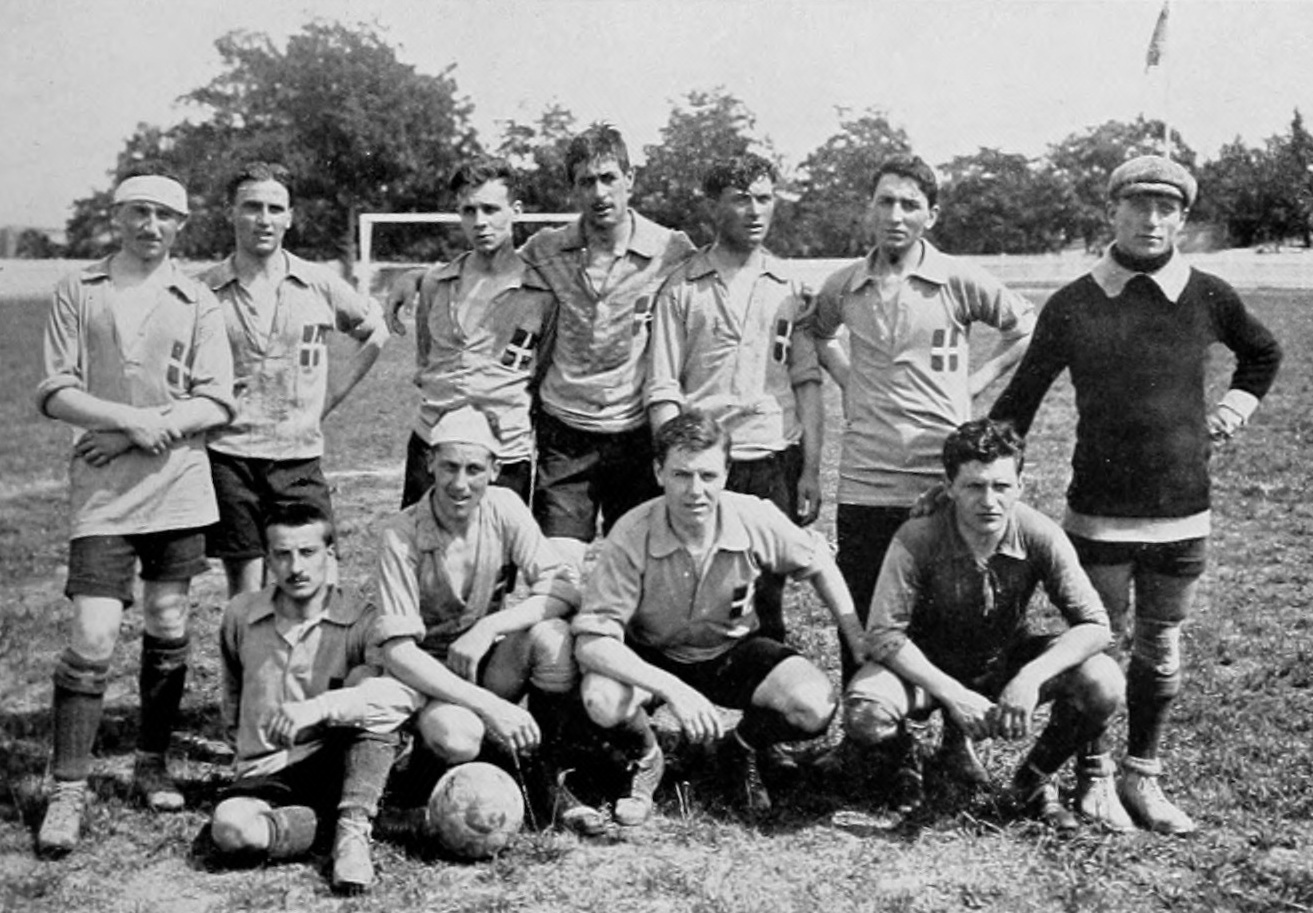
Die italienische Fußballmannschaft bei den Olympischen Sommerspielen 1912

- Siebter

Edoardo Mariani
Enrico Sardi
Felice Berardo
Franco Bontadini
Enea Zuffi
Pietro Leone
Giuseppe Milano
Carlo De Marchi
Renzo De Vecchi
Angelo Binaschi
Piero Campelli
Luigi Barbesino
Modesto Valle
Vittorio Morelli di Popolo
nicht eingesetzt:
Giuseppe Caimi
Felice Milano
Carlo Rampini
Attilio Trerè
Trainer:
Vittorio Pozzo

### Leichtathletik
| Athlet              | Disziplin      | Vorlauf           | Vorlauf           | Halbfinale        | Halbfinale        | Finale         | Finale         |
| Athlet              | Disziplin      | Ergebnis          | Platz             | Ergebnis          | Platz             | Ergebnis       | Platz          |
| ------------------- | -------------- | ----------------- | ----------------- | ----------------- | ----------------- | -------------- | -------------- |
| Fernando Altimani   | 10.000 m Gehen | nicht ausgetragen | nicht ausgetragen | 48:54,2 min       | Vierter           | 47:37,6 min    | Dritter        |
| Guido Calvi         | 800 m          | k. A.             | Vierter           | nicht erreicht    | nicht erreicht    | nicht erreicht | nicht erreicht |
| Guido Calvi         | 1500 m         | nicht ausgetragen | nicht ausgetragen | DNF               | DNF               | nicht erreicht | nicht erreicht |
| Nino Cazzaniga      | Marathon       | nicht ausgetragen | nicht ausgetragen | nicht ausgetragen | nicht ausgetragen | DNS            | DNS            |
| Orlando Cesaroni    | Marathon       | nicht ausgetragen | nicht ausgetragen | nicht ausgetragen | nicht ausgetragen | DNS            | DNS            |
| Daciano Colbacchini | 110 m Hürden   | 16,1 s            | Zweiter           | 16,0 s            | Zweiter           | nicht erreicht | nicht erreicht |
| Franco Giongo       | 100 m          | k. A.             | Zweiter           | k. A.             | Vierter           | nicht erreicht | nicht erreicht |
| Franco Giongo       | 200 m          | k. A.             | Zweiter           | k. A.             | Vierter           | nicht erreicht | nicht erreicht |
| Franco Giongo       | 400 m          | k. A.             | Dritter           | nicht erreicht    | nicht erreicht    | nicht erreicht | nicht erreicht |
| Manlio Legat        | Weitsprung     | nicht ausgetragen | nicht ausgetragen | 5,50 m            | 29.               | nicht erreicht | nicht erreicht |
| Manlio Legat        | Stabhochsprung | nicht ausgetragen | nicht ausgetragen | 3,00 m            | 23.               | nicht erreicht | nicht erreicht |
| Manlio Legat        | Zehnkampf      | nicht ausgetragen | nicht ausgetragen | nicht ausgetragen | nicht ausgetragen | 1563,200       | 28.            |
| Aurelio Lenzi       | Kugelstoßen    | nicht ausgetragen | nicht ausgetragen | 11,57 m           | Zwölfter          | nicht erreicht | nicht erreicht |
| Aurelio Lenzi       | Diskuswurf     | nicht ausgetragen | nicht ausgetragen | 38,19 m           | 18.               | nicht erreicht | nicht erreicht |
| Emilio Lunghi       | 400 m          | 50,5 s            | Zweiter           | k. A.             | Zweiter           | nicht erreicht | nicht erreicht |
| Emilio Lunghi       | 800 m          | k. A.             | Zweiter           | k. A.             | Fünfter           | nicht erreicht | nicht erreicht |
| Alfonso Orlando     | 5000 m         | nicht ausgetragen | nicht ausgetragen | DNF               | DNF               | nicht erreicht | nicht erreicht |
| Alfonso Orlando     | 10.000 m       | nicht ausgetragen | nicht ausgetragen | 33:44,6 min       | Fünfter           | 33:31,2 min    | Fünfter        |
| Alfredo Pagani      | 110 m Hürden   | k. A.             | Dritter           | nicht erreicht    | nicht erreicht    | nicht erreicht | nicht erreicht |
| Alfredo Pagani      | Weitsprung     | nicht ausgetragen | nicht ausgetragen | 5,95 m            | 27.               | nicht erreicht | nicht erreicht |
| Alfredo Pagani      | Hochsprung     | nicht ausgetragen | nicht ausgetragen | 1,60 m            | 28.               | nicht erreicht | nicht erreicht |
| Alfredo Pagani      | Fünfkampf      | nicht ausgetragen | nicht ausgetragen | nicht ausgetragen | nicht ausgetragen | 68             | 24.            |
| Alfredo Pagani      | Zehnkampf      | nicht ausgetragen | nicht ausgetragen | nicht ausgetragen | nicht ausgetragen | 4425,550       | 18.            |
| Francesco Ruggero   | Marathon       | nicht ausgetragen | nicht ausgetragen | nicht ausgetragen | nicht ausgetragen | DNF            | DNF            |
| Carlo Speroni       | Marathon       | nicht ausgetragen | nicht ausgetragen | nicht ausgetragen | nicht ausgetragen | DNF            | DNF            |
| Angelo Tonini       | Weitsprung     | nicht ausgetragen | nicht ausgetragen | 6,44 m            | 19.               | nicht erreicht | nicht erreicht |
| Angelo Tonini       | Hochsprung     | nicht ausgetragen | nicht ausgetragen | keine Weite       | 34.               | nicht erreicht | nicht erreicht |

### Ringen
| Athlet            | Disziplin                       | Erste Runde           | Zweite Runde          | Dritte Runde      | Vierte Runde       | Fünfte Runde    | Sechste Runde   | Siebte Runde      | Finale                  | Finale                  | Finale                  | Finale |
| Athlet            | Disziplin                       | Gegner Ergebnis       | Gegner Ergebnis       | Gegner Ergebnis   | Gegner Ergebnis    | Gegner Ergebnis | Gegner Ergebnis | Gegner Ergebnis   | Match A Gegner Ergebnis | Match B Gegner Ergebnis | Match C Gegner Ergebnis | Rank   |
| ----------------- | ------------------------------- | --------------------- | --------------------- | ----------------- | ------------------ | --------------- | --------------- | ----------------- | ----------------------- | ----------------------- | ----------------------- | ------ |
| Oreste Arpe       | Halbschwergewicht (bis 82,5 kg) | Kumpu Gewonnen        | Lind Gewonnen         | Rajala Verloren   | Böhling Verloren   | nicht erreicht  | nicht erreicht  | nicht ausgetragen | nicht erreicht          | nicht erreicht          | nicht erreicht          | Elfter |
| Zavirre Carcereri | Mittelgewicht (bis 75 kg)       | Victal Gewonnen       | Andersson Verloren    | Jokinen Verloren  | nicht erreicht     | nicht erreicht  | nicht erreicht  | nicht erreicht    | nicht erreicht          | nicht erreicht          | nicht erreicht          | 20.    |
| Mariano Ciai      | Federgewicht (bis 60 kg)        | Leivonen Verloren     | Lehmusvirta Verloren  | nicht erreicht    | nicht erreicht     | nicht erreicht  | nicht erreicht  | nicht erreicht    | nicht erreicht          | nicht erreicht          | nicht erreicht          | 26.    |
| Alessandro Covre  | Leichtgewicht (bis 67,5 kg)     | Pukkila Gewonnen      | Kaplur Verloren       | Väre Verloren     | nicht erreicht     | nicht erreicht  | nicht erreicht  | nicht erreicht    | nicht erreicht          | nicht erreicht          | nicht erreicht          | 23.    |
| Renato Gardini    | Halbschwergewicht (bis 82,5 kg) | Trestler Gewonnen     | Lind Gewonnen         | Nilsson Verloren  | Ahlgren Verloren   | Did not advance | Did not advance | nicht ausgetragen | nicht erreicht          | nicht erreicht          | nicht erreicht          | Elfter |
| Andrea Gargano    | Mittelgewicht (bis 75 kg)       | Kokotowitsch Verloren | Antonopoulos Gewonnen | Steputat Gewonnen | Fältström Verloren | nicht erreicht  | nicht erreicht  | nicht erreicht    | nicht erreicht          | nicht erreicht          | nicht erreicht          | Elfter |

### Schwimmen
| Athlet         | Disziplin       | Vorläufe          | Vorläufe          | Viertelfinale  | Viertelfinale  | Halbfinale     | Halbfinale     | Finale         | Finale         |
| Athlet         | Disziplin       | Zeit              | Platz             | Zeit           | Platz          | Zeit           | Platz          | Zeit           | Platz          |
| -------------- | --------------- | ----------------- | ----------------- | -------------- | -------------- | -------------- | -------------- | -------------- | -------------- |
| Männer         |                 |                   |                   |                |                |                |                |                |                |
| Davide Baiardo | 100 m Freistil  | k. A.             | Vierter–Sechster  | nicht erreicht | nicht erreicht | nicht erreicht | nicht erreicht | nicht erreicht | nicht erreicht |
| Davide Baiardo | 400 m Freistil  | nicht ausgetragen | nicht ausgetragen | k. A.          | Fünfter        | nicht erreicht | nicht erreicht | nicht erreicht | nicht erreicht |
| Mario Massa    | 100 m Freistil  | 1:11,8 min        | Zweiter           | –              | –              | DNF            | DNF            | nicht erreicht | nicht erreicht |
| Mario Massa    | 400 m Freistil  | nicht ausgetragen | nicht ausgetragen | DNF            | DNF            | nicht erreicht | nicht erreicht | nicht erreicht | nicht erreicht |
| Mario Massa    | 1500 m Freistil | nicht ausgetragen | nicht ausgetragen | DNF            | DNF            | nicht erreicht | nicht erreicht | nicht erreicht | nicht erreicht |

### Turnen
| Athlet | Disziplin            | Finale   | Finale        |
| Athlet | Disziplin            | Ergebnis | Platz         |
| --- | -------------------- | -------- | ------------- |
| Pietro Bianchi | Einzelmehrkampf      | 127,75   | Sechster      |
| Guido Boni | Einzelmehrkampf      | 128,00   | Vierter       |
| Alberto Braglia | Einzelmehrkampf      | 135,00   | Olympiasieger |
| Guido Romano | Einzelmehrkampf      | 126,25   | Neunter       |
| Adolfo Tunesi | Einzelmehrkampf      | 131,50   | Dritter       |
| Giorgio Zampori | Einzelmehrkampf      | 128,00   | Vierter       |
| Pietro Bianchi Guido Boni Alberto Braglia Giuseppe Domenichelli Alfredo Gollini Francesco Loi Luigi Maiocco Giovanni Mangiante Lorenzo Mangiante Serafino Mazzarocchi Carlo Fregosi Guido Romano Paolo Salvi Luciano Savorini Adolfo Tunesi Giorgio Zampori Umberto Zanolini Angelo Zorzi | Mannschaftsmehrkampf | 53,15    | Olympiasieger |

### Wasserspringen
| Athlet         | Disziplin                         | Vorrunde | Vorrunde | Finale         | Finale         |
| Athlet         | Disziplin                         | Ergebnis | Platz    | Ergebnis       | Platz          |
| -------------- | --------------------------------- | -------- | -------- | -------------- | -------------- |
| Männer         |                                   |          |          |                |                |
| Carlo Bonfanti | Kunstspringen 1 m und 3 m         | 46,81    | Vierter  | nicht erreicht | nicht erreicht |
| Carlo Bonfanti | Turmspringen einfach (5 und 10 m) | 28,5     | Sechster | nicht erreicht | nicht erreicht |